# Горские евреи
Го́рские евре́и, кавказские евреи (самоназвание — жугьур [джуhур], мн. ч. жугьургьо, более традиционно также гьивр) — субэтническая группа евреев Северного и Восточного Кавказа. До середины XIX века жили преимущественно на юге Дагестанской области и севере Бакинской губернии Российской империи, впоследствии стали расселяться сначала в города на севере Дагестана, затем в другие регионы России, а позже — в Израиль.

## Общие сведения
Предки горских евреев пришли на Кавказ предположительно в V веке н. э. из Персии, где они оказались в VIII веке до н. э.
Говорят на диалекте татского языка иранской ветви индоевропейской семьи, называемом также горско-еврейским языком (джуhури) и относящемся к юго-западной группе еврейско-иранских языков.
Также распространены иврит, русский, азербайджанский, английский и другие языки, в диаспоре практически вытеснившие родной язык.
Горские евреи отличаются от грузинских евреев как культурно, так и лингвистически.
Известен сидур «Рабби Ихиэль Сэви» — молитвенник, основанный на сефардском каноне, согласно обычаю горских евреев.

## История
Согласно одной из версий, евреи начали селиться в Дербенте ещё в античные времена и во время хазарского правления составляли важный элемент города. Горские евреи населяли Кавказ с пятого века н. э. будучи потомками евреев из Ирана, их миграция из Персии на Кавказ произошла в эпоху Сасанидов (224—651 гг.). Считается, что они прибыли в Персию из древнего Израиля еще в VIII веке до н. э. Согласно Ю. Д. Бруцкусу, какая-то часть евреев начиная с V века н. э. переселилась из Персии в Дербент. Однако горские евреи оформились как община только после того, как Каджарский Иран уступил территории, на которых они проживали, Российской империи по Гюлистанскому договору 1813 года.
У горских евреев есть устная традиция, передаваемая из поколения в поколение, что они произошли от Десяти потерянных колен, изгнанных царем Ассирии (Ашшур), который правил северным Ираком из Мосула (через реку Тигр от древнего города Ниневия). Скорее всего, речь идет о Салманасаре, царе Ассирии, упомянутом в 4 Царств 18:9-12. Согласно местной горско-еврейской традиции, около 19 000 евреев покинули Иерусалим (используется здесь как общий термин для Земли Израиля) и прошли через Сирию, Вавилонию и Персию, а затем, направившись на север, вошли в Кавказ. В состав горских евреев вошли также более поздние переселенцы из Ирана, Ирака и Византии.
По лингвистическим и историческим данным, евреи начинают прибывать из Ирана и Месопотамии в Восточное Закавказье не позже середины VI века н. э., где они селились (в его восточных и северо-восточных районах) среди населения, говорящего по-татски, и переходили на этот язык, вероятно, в связи с подавлением восстания Мар Зутры II в Иране (одновременно с движением маздакитов) и поселением его участников в новых укреплениях в районе Дербента.
Известно, что правители Хазарского каганата перешли в иудаизм под влиянием евреев Восточного Кавказа (нынешних горских евреев) в начале IX века, к тому времени единственных носителей монотеистической религии в регионе.

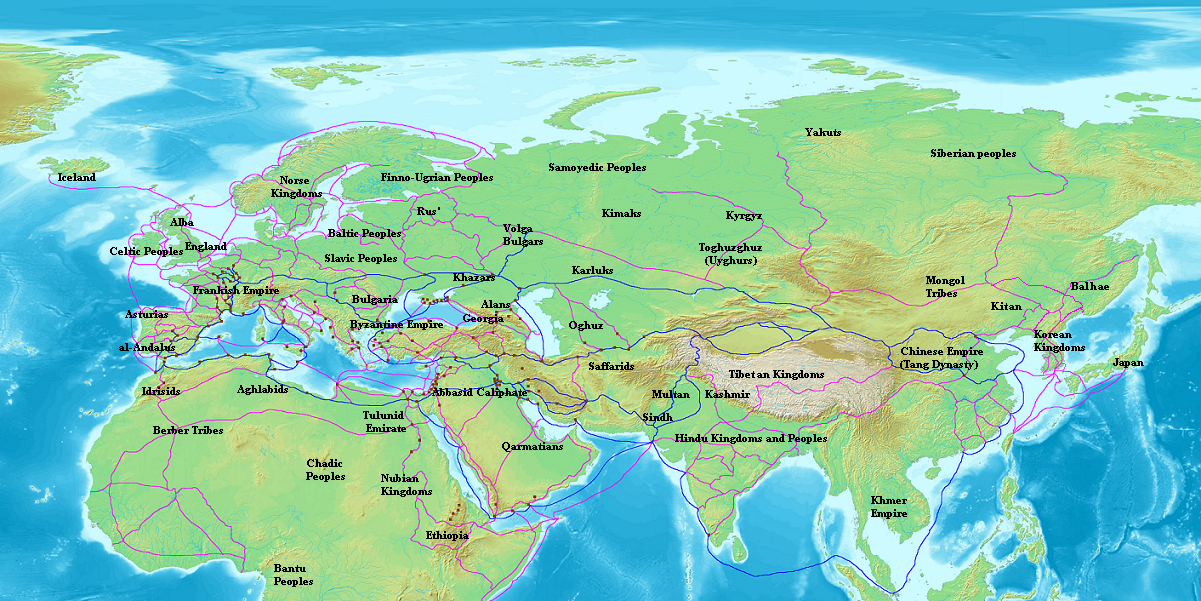
Карта Евразии и Африки с указанием торговых маршрутов (синим цветом выделены торговые маршруты евреев-рахдонитов). Другие торговые маршруты того периода выделены фиолетовым. Коричневыми точками обозначены города со значительными еврейскими общинами

Одним из центров раннесредневекового купечества в период хазарского правления и после него являлся Дербент.
Рахдониты (странствующие еврейские купцы) сыграли решающую роль в становлении еврейской общины в Дербенте.
Лев Гумилёв писал:

«Дорога» по-персидски — rah, корень глагола «знать» — don; знающие дороги — рахдониты. Так называли еврейских купцов, захвативших в свои руки монополию караванной торговли между Китаем и Европой.
То, что путешествующие евреи VIII в. названы персидским словом «рахдониты», показывает, что основу этой торговой компании составили выходцы из Вавилонской, то есть иранской, общины, бежавшие от халифа Абд ал-Мелика в 690 г. Потом к ним добавились евреи из Византии, но до тех пор, пока на границах Согда и халифата, Китая и Тюркютского каганата шли постоянные войны, торговля встречала препятствия. Когда же эти войны прекратились, а Китай после восстания Ань Лушаня (756—763) лежал в развалинах и продавал шелк дёшево, рахдониты развернулись. Они освоили не только восточный путь, по которому шел шелк в обмен на золото, но и северный — из Ирана на Каму, по которому текло серебро в обмен на меха. Хазария лежала как раз на перекрестке этих путей.

Широко известная история, подобная той, что показана в художественном фильме «Багдадский вор», судя по легенде, произошла в Дербенте. В средневековый Дербент прибыли мошенники из Багдада. Убедив местных евреев в скорейшем приходе Мессии (Машиах) и дождавшись, пока люди вышли из своих домов и собрались на городской площади, гастролёры из Багдада прошлись по всем домам и обокрали их.
Наиболее ранние материальные памятники горских евреев (надгробные стелы в районе города Маджалис в Дагестане) относятся к XVI веку.

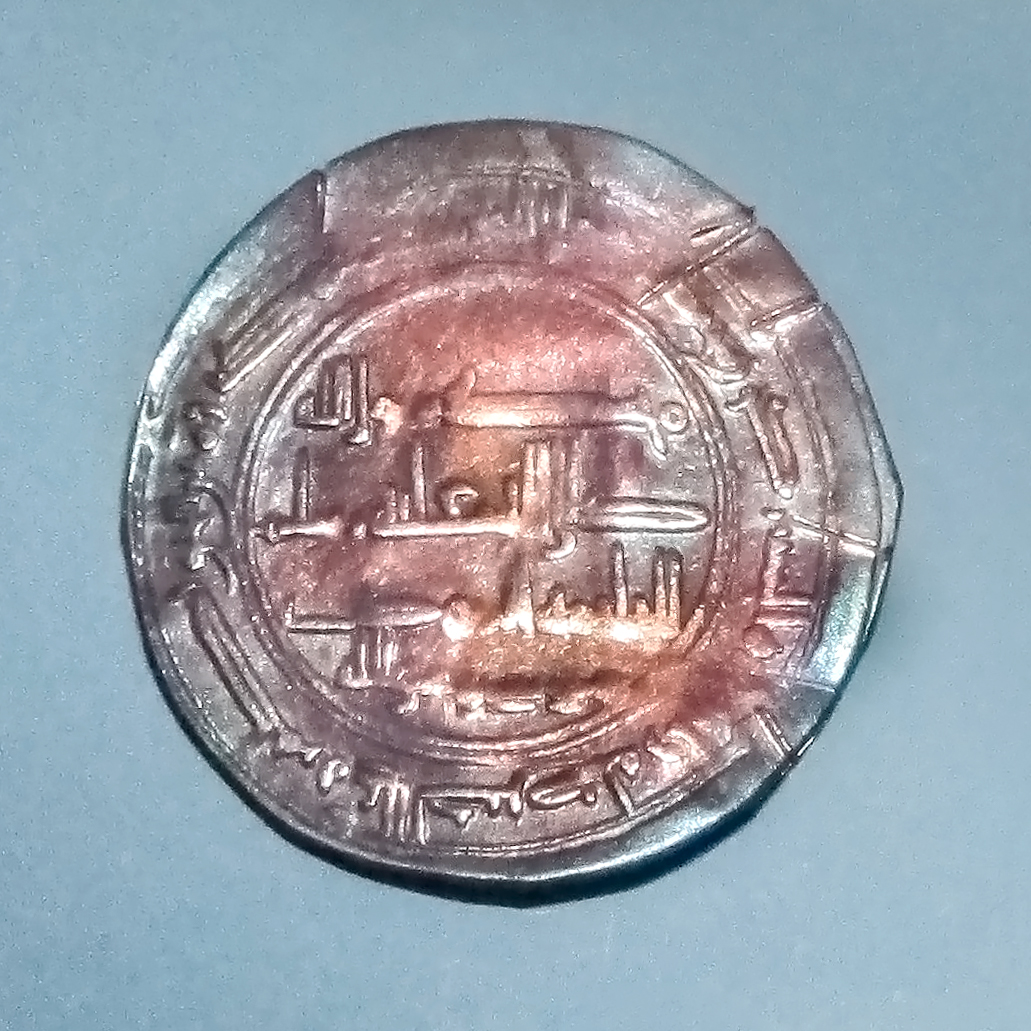
Хазарская серебряная монета с легендой на арабском языке: «Моисей — посланник Бога». Готландский исторический музей (Висбю, Швеция)

Между Кайтагом и районом Шемахы располагалась сплошная полоса поселений горских евреев. В 1742 году горские евреи были вынуждены бежать от Надир-шаха, а в 1797—1799 годах — от хана Казикумухского, который устроил резню в еврейском поселении Аба-Сава.
В середине XIX века горские евреи поселяются за пределами первоначальной этнической территории — при русских крепостях и административных центрах на Северном Кавказе: Буйнакске (Темир-Хан-Шуре), Махачкале (Петровск-Порт), Андрей-ауле, Хасавюрте, Грозном, Моздоке, Нальчике, Джегонасе (окрестности Усть-Джегуты) и др.
В 1820-е годы отмечены первые контакты горских евреев с российскими евреями-ашкеназами, упрочившиеся в конце XIX века в процессе развития Бакинского нефтедобывающего района. В конце XIX века началась эмиграция горских евреев в Палестину.

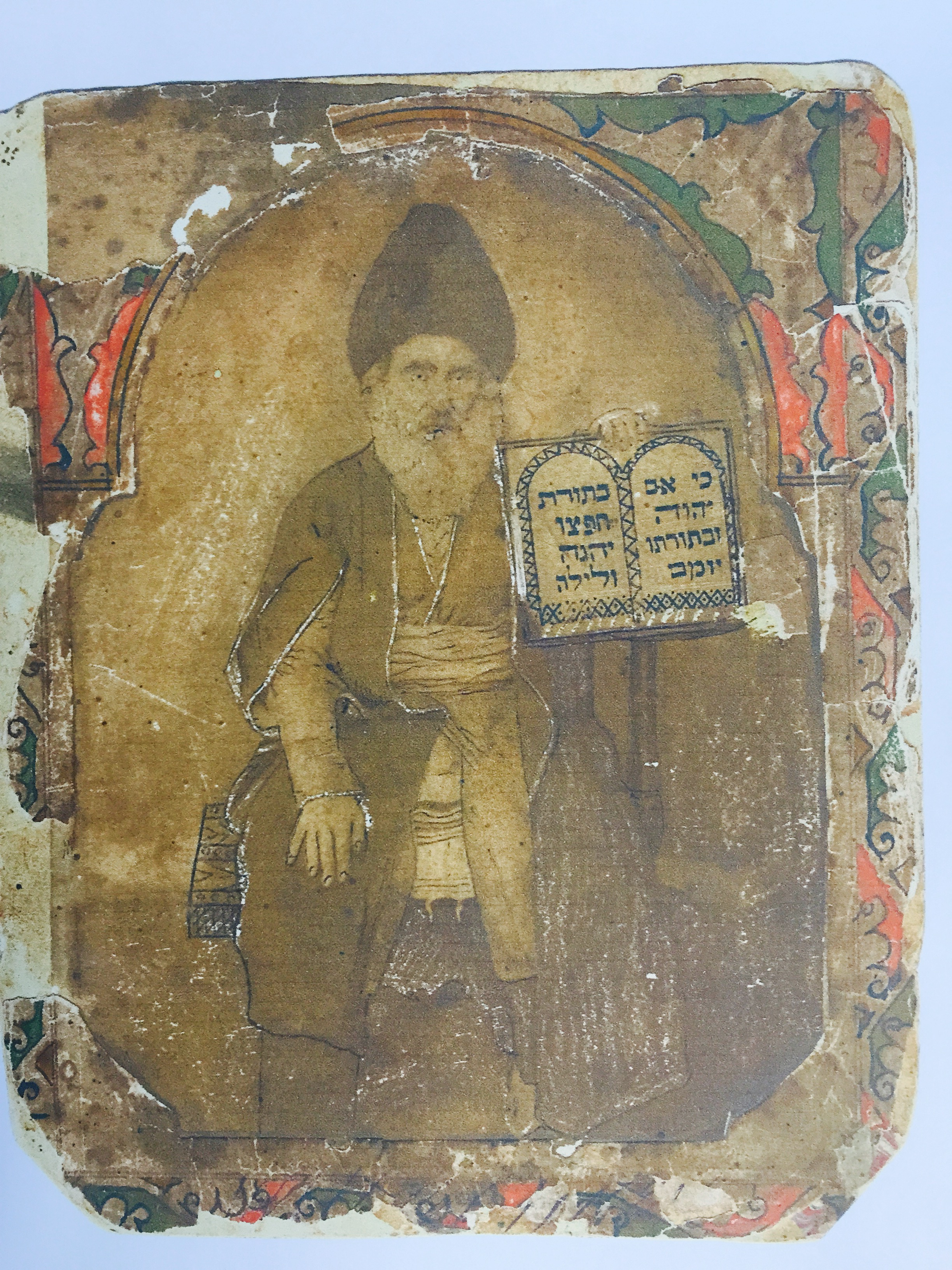
Раввин Гершон бар Реувен Мизрахи (ГАВАР) (1815—1891), духовный вождь горских евреев

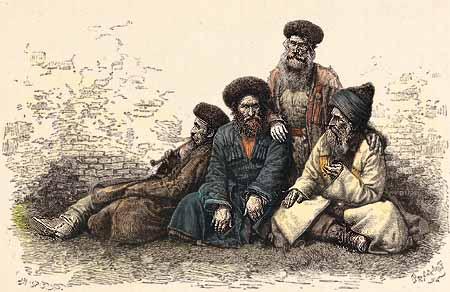
Кавказские евреи. Гравюра Иллариона Прянишникова, 1881

После завоевания Дагестана Россией многие евреи сосредоточились в Дербенте, и этот город стал религиозным центром горских евреев. В 1897 году в городе проживало 2200 евреев (15 % населения), в 1903 году в городе проживало 3500 евреев, в 1989 году — 13 000.

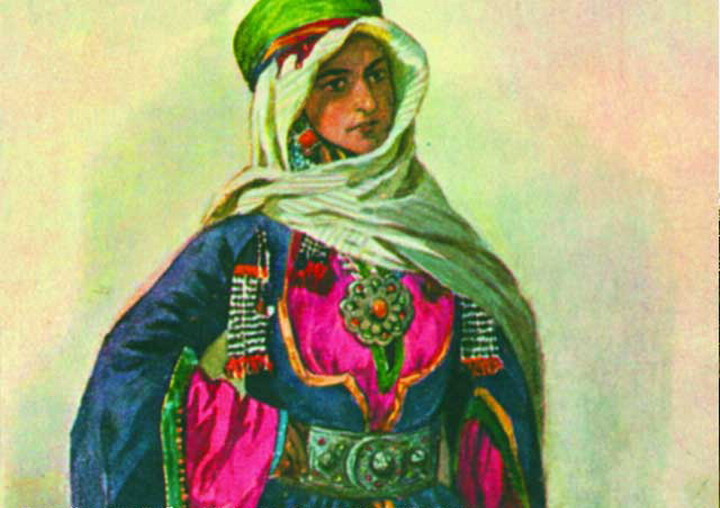
Горская еврейка из Кубы, картина Макса Тилке

В 1869 году Грозному был присвоен статус города, и это повлияло на приток новых поселенцев в район. В 1874 году в Грозном проживало уже 1260 горских евреев (при общем населении города 8450 человек). Основным занятие жителей общины была торговля и выделка кожи. Еврейский квартал Грозного назывался красной еврейской слободкой, район назывался так потому, что крыши домов в этом районе традиционно были покрыты красной черепицей по контрасту с казачьими домами крытых соломой. Район представлял собой несколько кварталов. Позже был построен Беликовский мост соединяющий слободку с центральной частью города, это повлияло на экономическое развитие района.
Что вы видите при въезде в Грозный. Проезжаешь мост: на мосту стоит группа горских евреев, переселившихся в Грозный из гор; несмотря на то, что горские евреи с незапамятных времён покинули Палестину (задолго до Рождества Христова), они сохранили типичные черты своих соотечественников, живущих в Польше и России; темновато-жёлтый цвет лица и грустные чёрные глаза. Прожив много веков среди гор, евреи не утратили присущего соотечественникам их коммерческого духа, и теперь они держат в своих руках торговлю Грозного и Нальчика. Некоторые из евреев носят европейский костюм, другие — черкески. Но жизнь в горах всё-таки наложила на них отпечаток: многие из них прекрасные наездники и неустрашимые джигиты.

(Харузин Н. Н. По горам Северного Кавказа. Путевые очерки // Вестник Европы, № 10. 1888.)
Во время гражданской войны в Дагестане многие горские евреи поддержали большевиков, что нередко приводило к их арестам и расстрелам. Мусульманские отряды грабили и убивали евреев в ауле Нюгди, а население еврейского аула Мамрач было полностью уничтожено. Спасаясь от расправ, горские евреи бежали из аулов в города, особенно много скопилось их в Дербенте и Темир-Хан-Шуре. После окончания Гражданской войны лишь немногие из них вернулись домой.

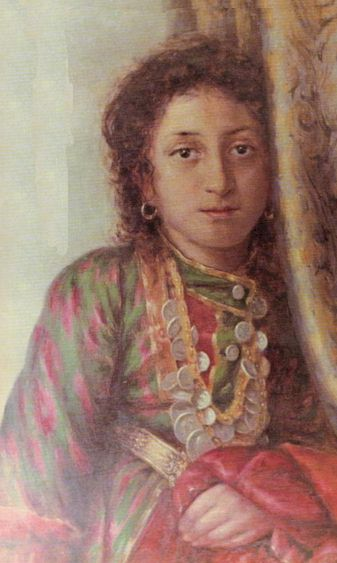
Горско-еврейская девушка, картина М. Алёхина

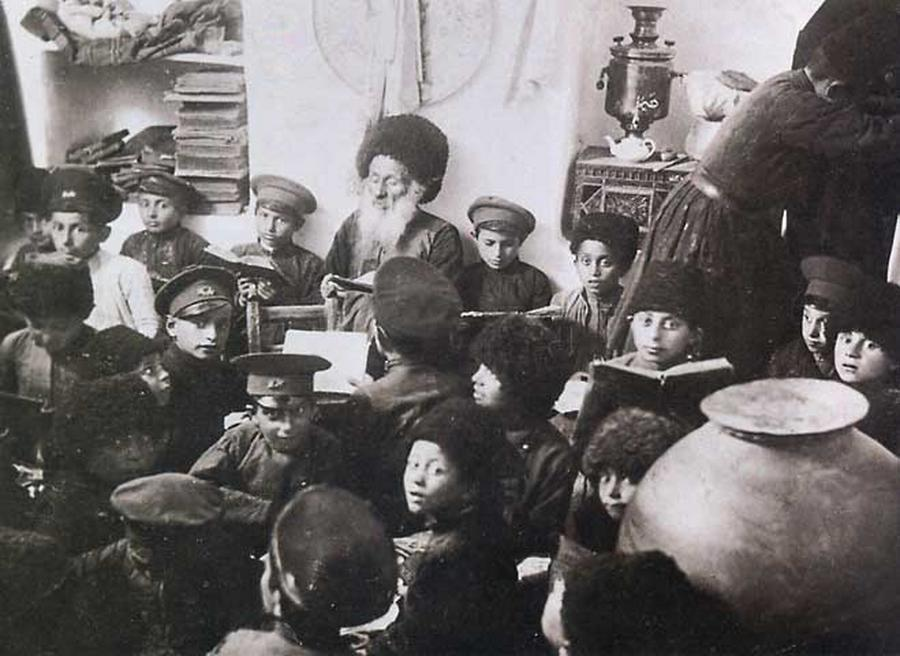
Школа для горских евреев (губои). Город Куба в Азербайджане. 1920 г.

Впервые горские евреи были учтены как отдельная общность в переписи населения СССР 1926 года (25,9 тыс. чел.)
В 1920—1930-е годы развивались национальная литература, пресса, театральное и хореографическое искусство горских евреев.
В середине 1920-х годов в Дагестане горские евреи проживали в селах Ашага-Араг, Мамрач (теперь Советское), Ханжалкала, Хошмензиль (теперь Рубас), Аглоби, Нюгди, Джараг и Маджалис.
В это же время была предпринята попытка переселения части горско-еврейского населения в Кизлярский район. Там были образованы два переселенческих посёлка: имени Ларина и имени Калинина, — но большая часть жителей этих посёлков покинула их. Татский язык в 1938 году был провозглашён одним из 10 официальных языков Дагестана. С 1930 года был создан ряд горско-еврейских колхозов в Крыму и Курском районе Ставропольского края.
В 1930-е годы горских евреев стали официально называть татами, а все, что имело отношение к ним, — татским.
В 1938 году некоторые горские евреи подверглись принудительной депортации.

### Во время Великой Отечественной войны
Во время Великой Отечественной войны в 1942 году немецкая армия захватила часть Северного Кавказа, но основные центры проживания горских евреев не были оккупированы.
На оккупированной территории было только два крупных места проживания горских евреев — еврейский колхоз в Богдановке под Моздоком и еврейский квартал в Нальчике. 25 сентября 1942 года в Богдановке было расстреляно более 470 евреев, в основном, женщин, стариков и детей. 19 октября 1942 года немецкие каратели вывезли из соседнего с Богдановкой хутора Менжинский 40 горско-еврейских семей (около 300 человек) и доставили в станицу Курская, где и расстреляли во дворе кирпичного завода.
Летом 1942 года немцами также был уничтожен горско-еврейский колхоз им. Шаумяна Евпаторийского района Крымской АССР; погибло 114 мирных жителей (с. Богдановка и колхоз им. Шаумяна были основаны в 1920-е годы по решению ОЗЕТ — Общества по землеустройству евреев-трудящихся).
В течение сентября 1942 годы в Минеральные Воды в специальных поездах свозилось все еврейское население, проживавшее на территории Кавминвод; всего здесь было расстреляно более 6000 человек, в числе которых были и горские евреи из Кисловодска и Пятигорска.
В первые же дни оккупации Нальчика были расстреляны следующие жители горско-еврейской общины: Михо Шамилов и его 10-летний сын, Борис Нисонович Давыдов и его отец, семья красноармейца Шаулова (жена и пятеро его детей в возрасте от 5 месяцев до 11 лет), 60-летняя Новид Мигировна Истахорова, семья Ифраимовых (70-летняя Гугуш, трое её дочерей, младшей из которой — Руспо — было 20 лет, 23-летняя невестка Зоя, шестеро внуков в возрасте от 2 до 12 лет), и некоторые другие. Но массового уничтожения евреев в Нальчике не было. Немцы находились в Нальчике сравнительно недолго, гораздо меньшее время, чем в Богдановке и Менжинском. Сотни жителей нальчикской горско-еврейской общины были спасены благодаря мужеству кабардинцев и балкарцев, которые рискуя своей жизнью, прятали в своих домах еврейские семьи, убеждая немцев, что они не евреи, а таты. Особую роль в этом сыграл местный деятель культуры Маркел Шабаев. Приказом командующего группы армий «А» фон Клейста в декабре 1942 года горские евреи были объявлены «кавказским племенем», что спасало их от расправы. Тем не менее, незадолго до немецкого отступления с Кавказа командирам айнзацгрупп на Кавказе был отдан приказ «переселить всех горских евреев на оккупированных территориях».
Многие горские евреи все месяцы оккупации прожили в кабардинских селениях Зарагиже, Псыгансу, Герменчике и других.

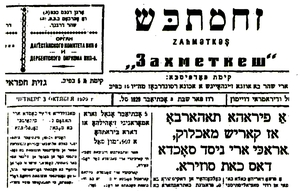
Горско-еврейская газета «Захметкеш („Труженик“)», 1929 год

22 февраля 1943 г. Эрхард Ветцель обратился в МИД Германии с письмом, в котором отмечает, что в вопросе об этнической принадлежности горских евреев среди специалистов нет единого мнения. Хотя, как он пишет далее, в официальной советской науке, насколько ему известно, господствует мнение, что горские евреи — часть еврейского этноса, однако, по его мнению, этот «вопрос может быть разрешен только после детального исследования на месте». Чуть позже (24 мая 1943 г.) Вальтер Гросс в своем письме в Министерство внутренних дел Германии резко критиковал точку зрения Г. Кейтеля; для подтверждения своих слов он цитирует основные положения статьи о горских евреях, опубликованной в книге Г. Тайха и Х. Рюбеля. 27 ноября 1943 г. МИДом Германии было принято окончательное решение о горских евреях; они были признаны «истинными евреями».
Но, к счастью, тогда Северный Кавказ был уже полностью очищен от оккупантов.
Многие горские евреи сражались на фронтах, более 2700 из них погибли.
Среди Героев Советского Союза есть два горских еврея: старший сержант Исай Иллазаров, погибший в бою, и майор Красной Армии Шатиель Абрамов.
Старший лейтенант Алексей Иосифович Мардахаев (1918—1941), награжден посмертно орденом Ленина.
В период Великой Отечественной войны у горских евреев вновь открылись синагоги. Они функционировали под контролем советских властей, которые вмешивались в том числе в обрядовую сторону. В частности, Уполномоченному Совета по делам религиозных культов по Кабардинской АССР Х. Т. Иванову были предписаны его руководством следующие действия на еврейской Пасхе 1949 года:
- Не допускать раздачи мацы бедным;
- Выявить численность, социальный и половозрастной состав молящихся;
- Выявить факты националистической агитации;
- Охарактеризовать проповеди, которые будут произнесены в синагоге;
- Не допускать расширения помещений синагоги с помощью навесов;
- Не допускать использование радиорепродукторов ни внутри, ни снаружи синагоги.

### После войны
В 1951 году советские власти вообще сняли с регистрации иудейскую общину Нальчика по следующим основаниям:

в связи с тем, что исполнительный орган религиозной общины иудейского вероисповедания в городе Нальчике систематически нарушает закон о браке, семье и опеке, совершая религиозное бракосочетание несовершеннолетних граждан, периодически проводит денежные сборы среди населения указанного вероисповедания вне молитвенного дома-синагоги и не выполняет неоднократные требования Нальчикского Горисполкома и Уполномоченного Совета по делам Рел. Культов о прекращении данных незаконных действий
В послевоенное время преподавание и издательская деятельность на еврейско-татском языке прекратилось, в 1956 году в Дагестане возобновилось издание ежегодника «Ватан советиму». Тогда же началась поддержанная государством политика «татизации» горских евреев. Представители советской элиты, главным образом в Дагестане, отрицали связь горских евреев с евреями, регистрировались в официальной статистике как таты, составив подавляющее большинство этой общности в РСФСР. В начале XX века К. М. Курдов[кто?] высказал мнение, что лезгины «…подверглись метисации со стороны представителей семитического семейства, главным образом горских евреев»[значимость факта?].

## Современность
До массового выезда из СССР в 1970-х годах горские евреи жили преимущественно в Азербайджане (50 %) и на Северном Кавказе (50 %) в четырёх субъектах РФ: Дагестан, Чечня, Кабардино-Балкария, Ставропольский край.

### Россия
В 1990-е годы основная часть горских евреев эмигрировала в Израиль, также переехала в Москву и Пятигорск. Сохраняются незначительные общины в Дагестане, Нальчике и Моздоке. В Азербайджане в посёлке Красная Слобода (в черте города Куба) (единственное в диаспоре место компактного проживания горских евреев) воссоздаётся традиционный образ жизни горских евреев. Небольшие общины горских евреев появились в США, Германии, Австрии. В Москве община горских евреев насчитывает несколько тысяч человек

### Дагестан

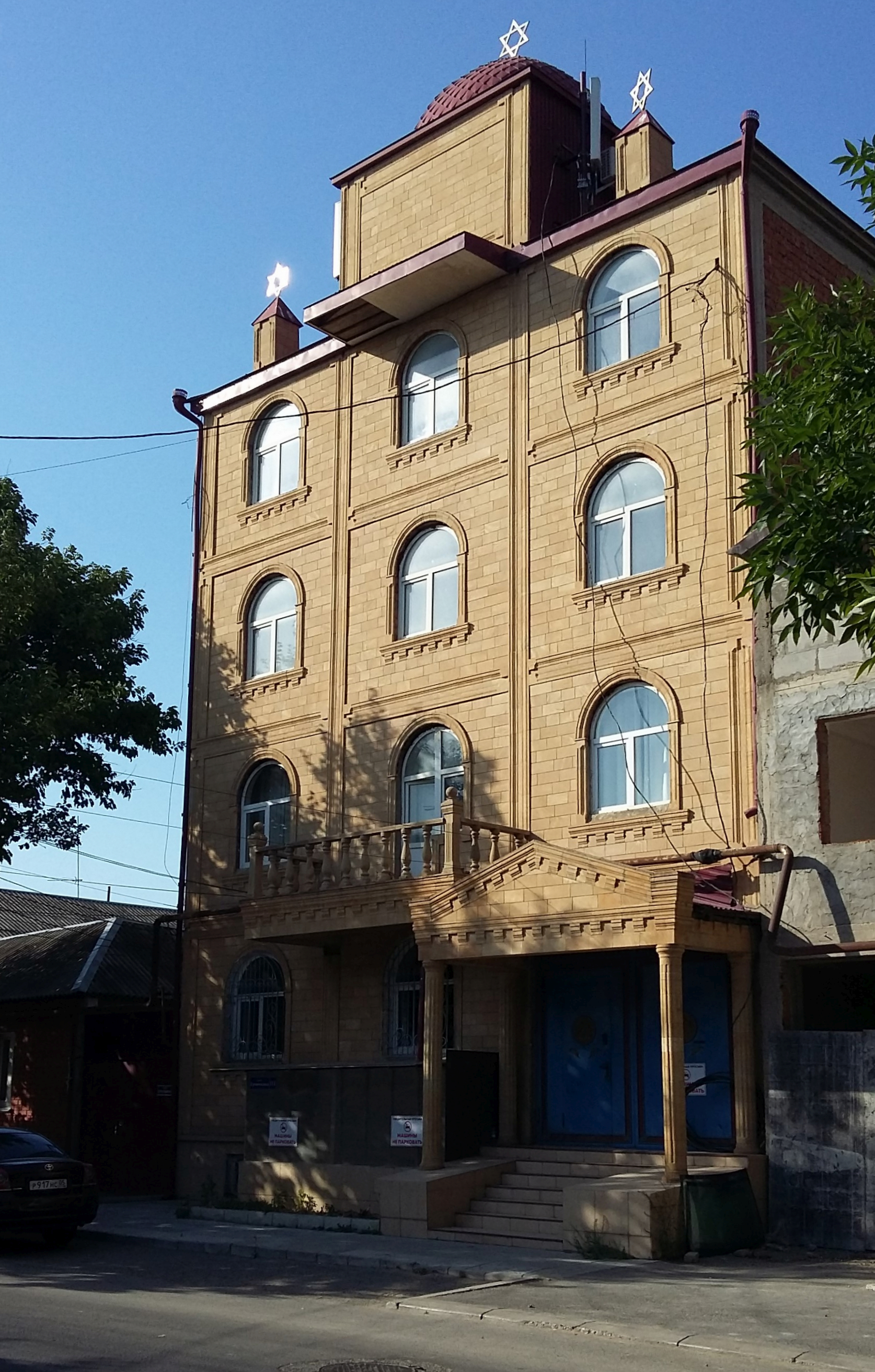
Махачкалинская синагога. 2022 г.

В Дагестане евреи проживают, в Дербенте, Махачкале, Хасавюрте, Буйнакске и Кизляре. Упоминания о существующих на Кавказе иудейских общинах в изобилии находятся в трудах армянских, грузинских и арабских историков. В частности, об этом писали Фавстос Бузанд, Егише, Мовсес Каланкатуаци, Мовсес Хоренаци, Мас′уди и др. Об этом также свидетельствуют историко-полевые разыскания, которые выявляют большое число преданий, связанных с бытованием иудаизма в регионе. Петроглифы со знаками Давида и другие символы иудейской веры обнаружены во многих районах Дагестана. Топонимика Северо-Восточного Кавказа сохранила множество названий, связанных с иудеями. В частности, горное село Табасарана называется Джугуд-кала (букв. «еврейская крепость», «крепость иудеев»); ущелье вблизи Маджалиса — Джут-Гатта, а гора в этой местности — Джуфудаг, то есть «еврейская гора».

#### Махачкала
Во время Персидского похода 1722 года в Махачкале находился лагерь войск российского императора Петра I. Горским евреям было разрешено селиться на этой территории. Также в Махачкале существует Махачкалинская синагога — еврейская синагога на улице Ермошкина, дом 111. Центр духовной жизни еврейской общины Махачкалы. В эпоху Хазарского ханства недалеко от Махачкалы в селе Тарки находилось хазарское поселение. Многие специалисты по истории Хазарского каганата полагают, что столица Хазарского ханства город Семендер располагался на месте Махачкалы. По словам Ибн Хаукаля, в городе Семендере еще в X веке жили горские евреи, имевшие свои синагоги.

#### Хасавюрт
В 1830-х годах русская армия построила крепость на правом берегу реки Ярыксу, примерно в 80 километрах от Махачкалы. Вокруг крепости возникло гражданское поселение, ставшее впоследствии Хасавюртом. Среди его первых жителей были демобилизованные из армии евреи-ашкеназы, а также горские евреи.

#### Дербент

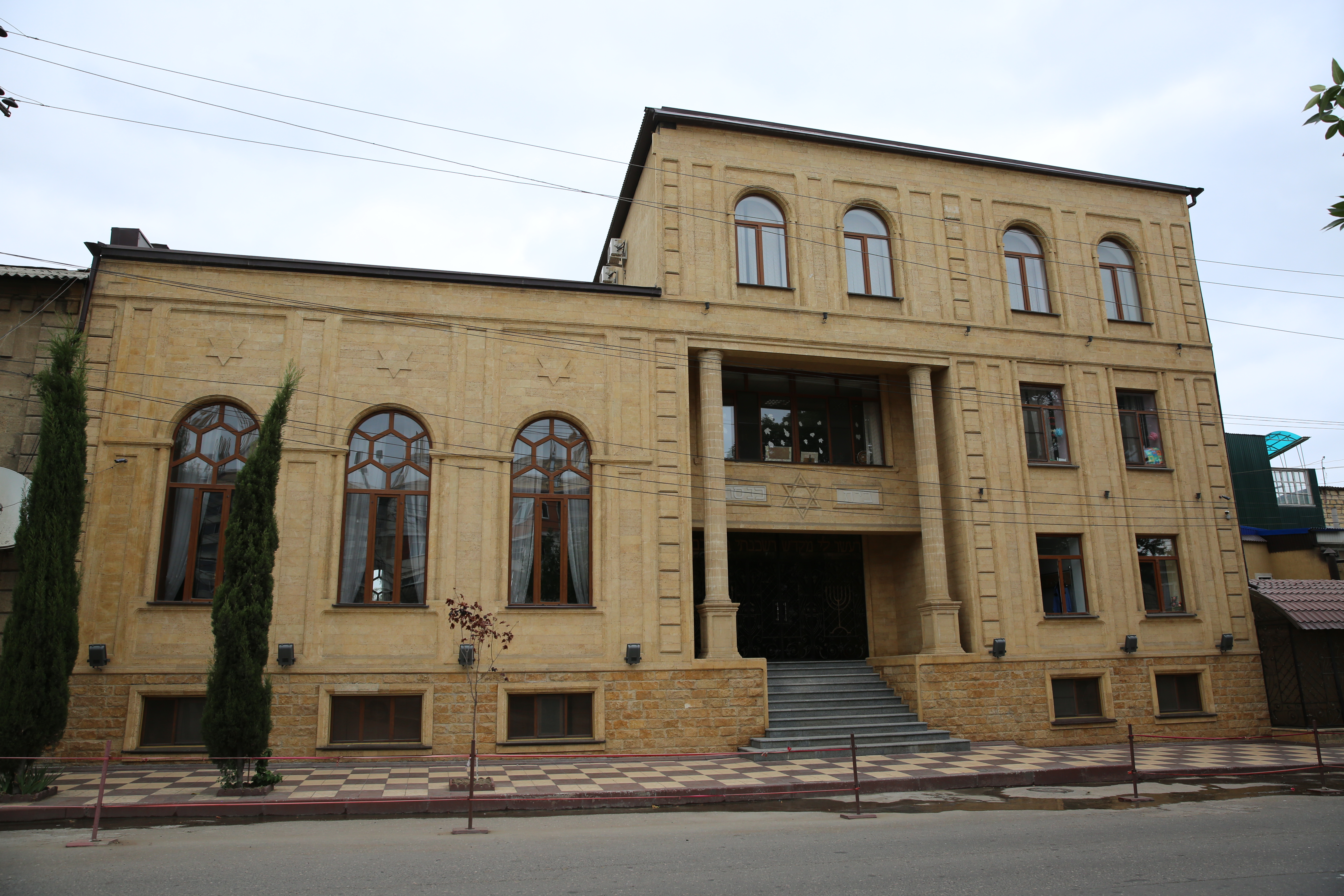
Синагога Келе-Нумаз

После распада СССР в 1991 году большинство евреев эмигрировало из Дербента, и в 2002 году в городе насчитывалось лишь 2000 евреев.
В городе работает синагога и общинный центр.
Главный раввин Дербента Овадия Исаков находится на должности с 2004 года. 25 июля 2013 года неизвестный совершил покушение на раввина возле его дома. Раввин был доставлен в больницу с огнестрельными ранениями в тяжёлом состоянии. Было установлено, что инцидент является террористическим актом, что привело к опасениям местных евреев относительно возможности повторного нападения.

#### Кизляр
Евреи жили в г. Кизляре с XIX века, со времен Российской империи. Некоторые ашкеназские евреи жившие в г. Кизляре были из тех кто в основном попадали в ссылку.

#### Буйнакск
После присоединения Дагестана к Российской империи было построено много крепостей, вокруг которых впоследствии выросли города. Одной из них была Темир-Хан-Шура, переименованная в Буйнакск в 1922 году. В 1850 году здесь несколько семей горских евреев-ремесленников. До Февральской революции 1917 года горские евреи и евреи-ашкенази вместе составляли большую часть населения города.

### Кабардино-Балкария
К середине XIX века горские евреи были сосредоточены в Еврейской Колонке, возле крепости Нальчик, неподалеку от центра города. В XIX веке в Нальчике было две синагоги, первая из которых открылась в 1848 г. В первые годы после революции 1917 года, в городе активно развивались еврейские организации и даже издавалась газета. Горские евреи получили автономию, которая была ликвидирована в 1938 г.

### Чечня
«Еврейская слободка» — район, где традиционно проживала еврейская община, один из старых кварталов Грозного.
Первая горская община евреев переселилась в район крепости Грозной во второй половине XIX века из торгового аула Эндирей. В досоветское время еврейский квартал назывался еврейский форштадт. Квартал также именовался Красная еврейская слободка, район назывался так потому, что крыши домов в этом районе традиционно были покрыты красной черепицей по контрасту с казачьими домами, крытыми соломой.

### Пятигорск
С 1990-х годов еврейская жизнь в Пятигорске начала возрождаться, евреи основали две синагоги и общинный центр «Геула». Многие горские евреи из Северного Кавказа региона России переехали жить в Пятигорск.

### Азербайджан
Горские евреи живут в таких населенных пунктах, как Баку, Красная Слобода, Геокчай, Гусар, Гянджа, Огуз, Шемахы, Мюджи-Гафтаран, Хачмаз.
Горские евреи Азербайджана являются единственной еврейской общиной СНГ, демонстрирующей относительно благополучную демографическую ситуацию и в постсоветский период.

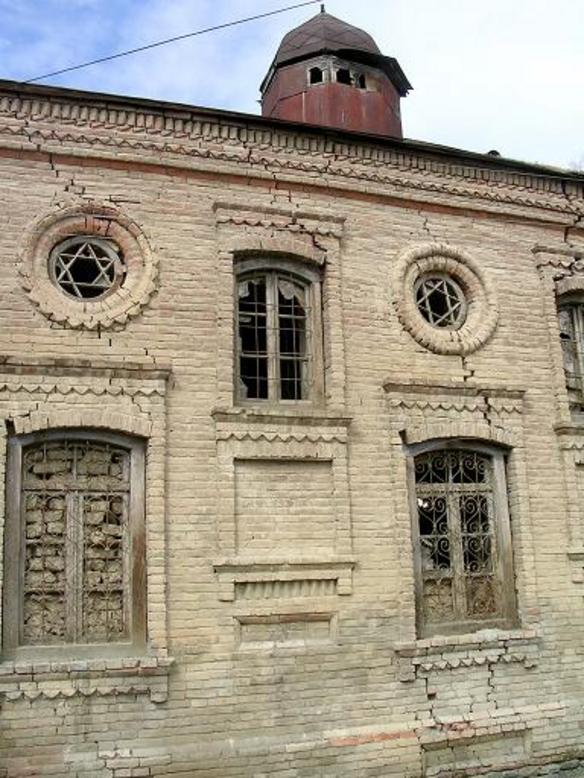
Старая синагога в Красной Слободе

В посёлке Красная Слобода в здании «Карчоги», исторической синагоги, в 2020 году был основан Музей горских евреев. Здание синагоги имеет квадратную форму, а высота потолков составляет 5 метров. Чтобы разместить на её территории максимально возможное количество экспонатов, было сделано два яруса — высота потолков это позволила. Сегодня музейная экспозиция включает в себя одежду и украшения, рукописи и книги, ритуальную утварь и старинные предметы быта, религиозную еврейскую литературу и книги на языке джуури.
Из горских евреев происходит Национальный Герой Азербайджана Альберт Агарунов.

### Израиль
Потомки иммигрантов из общин горских евреев, которые в настоящее время проживают на территории государства Израиль. По происхождению горские евреи в Израиле относятся к мизрахим. Ещё до прихода сионизма у горских евреев было желание вернуться в Сион, что многие сделали в 1840-х и 1850-х годах.

## Заблуждения[источникне указан 625 дней]

### Таты и горские евреи
Горские евреи по языку и другим признакам принадлежат к общности персоязычных евреев, отдельные группы которой расселены в Иране, Афганистане и Средней Азии (бухарские евреи).
Евреи Восточного Закавказья именование «горские» получили в XIX веке, когда в официальных русских документах все кавказские народы именовались «горскими».
Сами себя горские евреи называют «еуди» («иудей») или джууд (ср. перс. juhud — «иудей»).
В 1888 году И. Ш. Анисимов в работе «Кавказские евреи-горцы», указывая на близость языка горских евреев и языка кавказских персов (татов), сделал вывод о том, что горские евреи являются представителями «иранского племени татов», которое ещё в Иране приняло иудаизм и впоследствии переселилось в Закавказье.
Выводы Анисимова были подхвачены в советское время: в 1930-х гг. началось широкое внедрение идеи о «татском» происхождении горских евреев.
Усилиями нескольких горских евреев, приближённых к власти, начал раскручиваться ложный тезис о том, что горские евреи — это «иудаизированные» таты, которые ничего общего с евреями не имеют.
Из-за негласного притеснения горские евреи сами стали записываться татами.
Это привело к тому, что слова «тат» и «горский еврей» стали синонимами.
Ошибочное наименование горских евреев «татами» вошло в исследовательскую литературу в качестве их второго или даже первого названия.
В результате весь тот слой культуры, который при советской власти создавался горскими евреями (литература, театр и т. д.) на горско-еврейском диалекте, именовался «татским» — «татская литература», «татский театр», «татская песня» и т. д., хотя собственно таты не имели к ним никакого отношения.
Грамматическая структура диалекта горских евреев является более архаичной по сравнению с собственно татским языком, что значительно затрудняет полное взаимопонимание между ними.
[Вообще, архаичность основы характерна для всех «еврейских» языков: для языка сефардов (ладино) — это староиспанский, для языка ашкеназов (идиш) — старонемецкий и т. д. При этом все они насыщены словами древнееврейского происхождения.]
Перейдя на персидскую речь, евреи, тем не менее, сохранили в своём наречии пласт заимствований из арамейского и древнееврейского (иврит) языков, в том числе не связанных с иудейской ритуальностью:
гиоси (כעוס) — гневный, зофт (זפת) — смола, нокуми (נקמה) — зависть, гуф (גוף) — тело, кетон (כותנה) — полотно, гезире (גזירה) — наказание, говле (גאולה) — избавление, бошореи (בשורה) — радостная весть, нефес (נפש) — дыхание и т. д.
Некоторые словосочетания в языке горских евреев имеют структуру, характерную именно для древнееврейского языка.
В 1913 году антрополог К. М. Курдов измерил большую группу жителей татского селения Лахидж и выявил коренное отличие их физико-антропологического типа (средняя величина головного указателя — 79,21) от типа горских евреев. Измерениями татов и горских евреев занимались также и другие исследователи. Средние значения головного указателя татов Азербайджана колеблются в пределах от 77,13 до 79,21, а горских евреев Дагестана и Азербайджана — от 86,1 до 87,433. Если для татов характерна мезо- и долихокефалия, то для горских евреев — крайняя брахикефалия, следовательно, ни о каком родстве между этими народами не может быть и речи.
Очевидно, что носители горско-еврейского диалекта и татского языка являются представителями разных этносов, каждый со своей религией, этническим самосознанием, самоназванием, бытом, культурой.

## Традиционная культура
Основные занятия горских евреев, известные ко второй половине XIX века: садоводство, табаководство, виноградарство и виноделие (особенно в Кубе и Дербенте), выращивание марены для получения красной краски, рыболовство, кожевенное ремесло, торговля (главным образом тканями и коврами), работа по найму.
По материальной культуре и социальной организации близки к другим народам Кавказа.
До начала 1930-х годов поселения состояли из 3—5 больших 3—4-поколенных патриархальных семей (свыше 70 чел.), каждая занимала отдельный двор, в котором каждая нуклеарная семья имела свой дом.
Большие семьи, происходившие от общего предка, объединялись в тухумы. Бытовало многожёнство, помолвки в младенчестве, выплата калыма (калын), обычаи гостеприимства, взаимопомощи, кровной мести (в случае неисполнения кровной мести в течение трёх дней семьи кровников считались родственниками).
В городах жили в отдельных кварталах (Дербент) или предместьях (Еврейская, ныне Красная слобода г. Кубы).
Существовали 2 ступени раввинской иерархии: рабби — кантор и проповедник в синагоге (нимаз), учитель в начальной школе (талмид-хуна); резник; даян — выборный главный раввин города, председательствовавший в религиозном суде и руководивший высшим религиозным училищем-иешивой. В середине XIX века российские власти признавали даяна Темир-Хан-Шуры главным раввином горских евреев Северного Кавказа, а даяна Дербента — южного Дагестана и территории нынешнего Азербайджана.
Сохраняются иудейские обряды, связанные с жизненным циклом (обрезание, свадьба, похороны), праздники (Песах — Нисону, Пурим — Гомуну, Суккот — Араво и др.), пищевые запреты (кашрут).
Фольклор — сказки (овосуна), которые рассказывали профессиональные сказочники (овосуначи), песни (ма’ани), исполняемые автором (ма’ниху) и передававшиеся с указанием имени автора.
Популярна как еврейская, так и кавказская кухня. Музыка и танцы в основном кавказские.

## В произведениях искусства
В советский период жизнь горских евреев нашла отражение в произведениях дербентского писателя Хизгила Авшалумова и Миши Бахшиева, писавших на русском и горско-еврейском языках.
См.: Горско-еврейская литература.

См.: Горско-еврейский театр
В 2015 году в Азербайджане снят документальный фильм режиссера Руфата Асадова «Последний еврей в деревне», рассказывающий о Меире Манаширове, жителе горско-еврейского селения Мюджи-Гафтаран.
Герои фильма Кантемира Балагова «Теснота», вышедшего в 2017 году, — горские евреи из Нальчика.